# Broșteni (Mehedinți)
Pour les articles homonymes, voir Broșteni.
Broșteni est une commune roumaine du județ de Mehedinți, dans la région historique de l'Olténie et dans la région de développement du Sud-Ouest.

## Géographie
La commune de Broșteni est située au nord-est du județ, sur la rive gauche de la rivière Motru, à la limite avec le județ de Gorj. La ville de Motru se trouve à 4 km au nord et la préfecture du județ Drobeta Turnu-Severin à 36 km au sud-ouest.
La commune est composée des six villages suivants (population en 2002) :
- Broșteni (771), siège de la municipalité ;
- Căpățânești (181) ;
- Luncșoara (334) ;
- Lupșa de Jos (616) ;
- Lupșa de Sus (539) ;
- Meriș (596).

## Religions
En 2002, 99,40 % de la population était de religion orthodoxe.

## Démographie
En 2002, Les Roumains représentaient 97,72 % de la population totale. Une communauté de 68 Tsiganes habitait la commune qui comptait 1 021 ménages et 1 153 logements.
| 2002  | 2007  |
| ----- | ----- |
| 3 037 | 2 982 |

## Économie
L'économie de la commune est basée sur l'agriculture, l'élevage, l'exploitation forestière et l'agro-tourisme.

## Lieux et monuments
- Broșteni, église des Sts Empereurs Constantin et Hélène (Sf. Imp. Constantin și Elena) de 1836 avec des fresques intérieures de 1841.
- Căpățânești, église en bois de la décapitation de St Jean Baptiste (Taierea Capului Sf Iona Botezatorul) de 1700.
- Meriș, lac Oglinda (pêche).